# Blueface
Johnathan Jamall Michael Porter (sinh ngày 20 tháng 1 năm 1997), được biết đến với nghệ danh Blueface, là một rapper và nhạc sĩ người Mỹ. Vào tháng 10 năm 2018, sau khi phát hành video âm nhạc cho bài hát "Respect My Cryppin", anh ấy đã trở thành một meme lan truyền do phong cách đọc rap khác thường của mình. Tháng sau, anh được ký hợp đồng với Cash Money West, chi nhánh Bờ Tây của hãng Birdman's Cash Money Records. Năm 2019, bản phối lại bài hát " Thotiana " của anh ấy, kết hợp với Cardi B và YG, đã trở thành đĩa đơn thành công nhất của anh ấy cho đến nay, đạt vị trí thứ 8 trên Billboard Hot 100. Vào ngày 13 tháng 3 năm 2020, anh phát hành album phòng thu đầu tay, Find the Beat.

## Thời thơ ấu
Johnathan Michael Porter sinh ngày 20 tháng 1 năm 1997 tại Los Angeles, California. Porter lớn lên ở Mid-City ở trung tâm Los Angeles, và theo học nhiều trường tiểu học trước khi chuyển đến sống với mẹ ở Thung lũng Santa Clarita, nhưng sau đó định cư ở Oakland với cha. Sau khi chuyển đến Thung lũng San Fernando, Porter theo học tại trường trung học Arleta và tham gia ban nhạc diễu hành chơi kèn saxophone và đội bóng đá alto, trở thành tiền vệ xuất phát vào năm 2014, anh cao 1.95m và nặng 72 kg. Khi bắt đầu ở vị trí tiền vệ, Porter đã dẫn dắt đội đến chức vô địch East Valley League vào năm 2014..
Porter bắt đầu quan tâm đến nhạc rap khi còn nhỏ và thần tượng của anh là  50 Cent, The Game và Snoop Dogg.

## Sự nghiệp

### 2017–2018: Thành công về mặt truyền thông, FamousCryp và "Bleed It"
Porter bắt đầu đọc rap vào tháng 1 năm 2017 với cái tên Blueface Bleedem, ám chỉ mối quan hệ của anh với băng đảng đường phố School Yard Crips. Ban đầu chuyển về Los Angeles sau khi rời trường Đại học Bang Fayetteville, anh được mời đến phòng thu âm nhạc của người bạn Laudiano để lấy bộ sạc điện thoại, và sau khi rap thử trên beat, Porter bắt đầu làm việc để phát hành bài hát đầu tiên của mình, "Deadlocs", do Laudiano sản xuất, trên SoundCloud. Vào tháng 6 năm 2018, anh đã phát hành dự án dài đầu tiên của mình, Famous Cryp. Vào tháng 9 năm 2018, sau khi bài hát và EP giúp anh ấy xây dựng được lượng người theo dõi tại địa phương ở California, anh ấy đã phát hành EP thứ hai, Two Coccy, lên SoundCloud và Spotify.
Vào tháng 12 năm 2018, Blueface một lần nữa lan truyền nhờ một video acoustic với Einer Bankz xem trước bài hát mới của anh ấy, " Bleed It ", được phát hành chính thức vào tháng 1 năm 2019. Anh phát hành bài hát hai ngày sau đó, bao gồm một video trên kênh YouTube Lyrical Lemonade do Cole Bennett làm đạo diễn, đã thu về hơn 2 triệu lượt xem trong 24 giờ đầu tiên phát hành.

### 2019 – Hiện tại: "Thotiana",Túi bụivàTìmnhịp đập
Vào ngày 26 tháng 1 năm 2019, ca khúc của Blueface, " Thotiana ", đã ra mắt trên Billboard Hot 100 ở vị trí thứ 75, trở thành ca khúc đầu tiên của anh ấy lọt vào bảng xếp hạng Billboard. Bài hát được phát hành dưới dạng bản phối lại với YG kèm theo một video âm nhạc. Tuần sau, anh phát hành một bản phối lại với Cardi B, trùng với một video khác của Cole Bennett. Trên các dịch vụ phát trực tuyến, hai bản phối lại là riêng biệt, nhưng cũng có một phần ba nơi cả ba phiên bản được ghép lại với nhau. Vào ngày 1 tháng 5 năm 2019, Blueface đã phát hành video âm nhạc cho đĩa đơn của mình, "Stop Cappin", đã thu về hơn 5 triệu lượt xem trong bốn ngày đầu tiên trên YouTube.
Vào tháng 8 năm 2019, Blueface đã phát hành một EP mang tên Dirt Bag, album này có tiền thân là các đĩa đơn "Stop Cappin '", " Daddy " và "Bussdown". Ở tám bản nhạc, EP có sự xuất hiện của khách mời từ The Game, Rich the Kid, Offset, Lil Pump và Mozzy. Bài hát "Daddy" của anh ấy kết hợp với Rich the Kid trong EP đạt vị trí thứ 78 trên Billboard Hot 100 và "Stop Cappin '" với The Game đạt vị trí thứ 15 trên Bubbling Under Hot 100. EP đạt vị trí thứ 48 trên Billboard 200. Mặc dù thành công về mặt thương mại, EP đã nhận được những đánh giá phê bình tiêu cực. Riley Wallace tại Hip-Hop DX đánh giá dự án này ở mức 3/5, trong khi người nghe đánh giá nó ở mức 2,33 / 5. Album của năm được đánh giá tổng số điểm phê bình là 60/100, trong khi người nghe đánh giá là 51/100. Fred Thomas của AllMusic theo xu hướng đánh giá tầm trung, cho dự án 3/5. Tương tự như các đánh giá khác, người nghe tại Rate Your Music đã đưa ra đánh giá trung bình cho dự án là 2,52.
Vào ngày 11 tháng 10 năm 2019, Blueface đã công bố album phòng thu đầu tay của mình, Find the Beat và danh sách ca khúc của nó. Anh ấy đã phát hành bốn đĩa đơn trong album, "Close Up" với Jeremih, "First Class" với Gunna, "Obama" với DaBaby và "Holy Moly" với NLE Choppa. Vào ngày 6 tháng 12 năm 2019, album được ấn định phát hành nhưng bị trì hoãn do các vấn đề về nhãn hiệu. Vào ngày 17 tháng 1 năm 2020, ngày phát hành thứ hai đã được xác nhận, nhưng nó lại bị trì hoãn. Vào ngày 13 tháng 3 năm 2020, ngày phát hành thứ ba, album được phát hành, với sự góp mặt của Polo G, Ambjaay, Lil Baby, Stunna 4 Vegas, YBN Nahmir, Gunna, Jeremih, NLE Choppa và DaBaby, tổng cộng 16 bài hát. Rapper đồng hương Lil Uzi Vert, người đã phát hành album mang tên Lil Uzi Vert vs. the World 2, cùng ngày phát hành Find the Beat, đã ca ngợi album. Trong một cuộc trao đổi riêng với Blueface, Lil Uzi Vert cho biết "album fye" [ sic ] và đề nghị hợp tác với Blueface. Tuy nhiên, bất chấp lời khen ngợi này, Find the Beat đã được phát hành để nhận được sự đón nhận tiêu cực. Nhà phê bình Erika Marie của HotNewHipHop đã đánh giá tích cực về album.

## Phong cách âm nhạc
Phong cách đọc rap và giọng hát độc đáo của Blueface đã được so sánh với các rapper đồng hương ở California là E-40 và Suga Free, cũng như các rapper miền Nam Juvenile và Silkk the Shocker. Blueface đã nói rằng anh ấy viết "theo nhịp", và sử dụng nhạc cụ làm nền cho tất cả các bài hát của mình. Blueface có cách rap khá độc đáo, các track của anh thường nhét quá nhiều từ vào một bar khiến cho người nghe có cảm giác như đang offbeat. Blueface cũng giống như nhiều rapper trong băng đảng Cryps khét tiếng, đó là anh sử dụng handsign cực kỳ thành thạo. Một trong những handsign nổi tiếng của anh là sign liếm hai ngón trỏ và ngón úp rồi vuốt lên hai lông mày, nó đã trở thành meme trong một thời gian

## Cuộc sống cá nhân
Porter có một con, một con trai sinh năm 2017. Trước khi bước vào ngành công nghiệp âm nhạc, anh ấy đã không tìm được công việc cho mình trong một thời gian dài, thỉnh thoảng thường làm những công việc tạm thời.
Vào tháng 12 năm 2019, Blueface đã nhận được phản ứng dữ dội sau khi anh ta đăng một video quay cảnh mình đứng trên đầu một chiếc SUV màu đen và ném tiền mặt vào đám đông người dân ở Skid Row, một khu vực nổi tiếng là nghèo đói của Los Angeles. Mặc dù một số người xem đó là một cử chỉ tốt nhưng lại bị chỉ trích là "mất nhân tính".

## Albums
| Tiêu đề  | Chi tiết                                                                                                  | Vị trí biểu đồ đỉnh | Vị trí biểu đồ đỉnh | Vị trí biểu đồ đỉnh |
| Tiêu đề  | Chi tiết                                                                                                  | Us                  | US R&B/HH           | CAN                 |
| -------- | --- | ------------------- | ------------------- | ------------------- |
| The Beat | - Phát hành: 13 tháng 3, 2020 - Label: Cash, Republic - Định dạng: Tải xuống kỹ thuật số, phát trực tuyến | 64                  | 39                  | 65                  |

### Mixtapes
| Tiêu đề        | Chi tiết | Vị trí biểu đồ đỉnh | Vị trí biểu đồ đỉnh                 | Vị trí biểu đồ đỉnh      | Vị trí biểu đồ đỉnh |
| Tiêu đề        | Chi tiết | CHÚNG TA </br>      | CHÚNG TA </br> R &amp; B / HH </br> | CHÚNG TA </br> Rap </br> | CÓ THỂ </br>        |
| -------------- | --- | ------------------- | ----------------------------------- | ------------------------ | ------------------- |
| Cryp nổi tiếng | - Phát hành: 20 tháng 6, 2018 - Nhãn: Bản sửa đổi thứ 5, eOne - Định dạng: Tải xuống kỹ thuật số, phát trực tuyến | 29                  | 17                                  | 17                       | 25                  |

1. ↑  "ASCA - Repertoire Search". repertoire.ascap.com.
2. ↑  "It's my C day everybody better wish me a happy birthday". ngày 20 tháng 1 năm 2019.
3. ↑  FITZGERALD, KIANA (ngày 25 tháng 1 năm 2019). "Everything You Need to Know About Blueface". Complex. Truy cập ngày 8 tháng 4 năm 2019.
4. ↑  Centeno, Tony M.; 2018, November. "Blueface Signs to Cash Money West - XXL". XXL Mag. {{Chú thích web}}: |tác giả 2= có tên số (trợ giúp)
5. ↑  "Respect My Crypn" – qua open.spotify.com.
6. ↑  Caramanica, Jon (ngày 14 tháng 3 năm 2019). "Meet Blueface, the Self-Aware Rapper Who Knows He's More Than a Meme". The New York Times. ISSN 0362-4331. Truy cập ngày 14 tháng 3 năm 2019.
7. 1 2  Blueface Exposed!
8. ↑  "Jonathan Porter Announces Commitment to Play Football at Fayetteville State University". fieldlevel.com. Truy cập ngày 26 tháng 1 năm 2019.
9. ↑  Holmes, Charles (ngày 25 tháng 1 năm 2019). "Blueface's 'Thotiana' Remix, Featuring YG, Takes the Meat Show National".
10. ↑  Seabrook, Robby III. "The Break Presents: Blueface - XXL". XXL. Truy cập ngày 26 tháng 1 năm 2019.
11. ↑  "Blueface Is One Of 2019's Most Promising Stars â€" His Producer Tells Us How He Got Here". MTV News. Bản gốc lưu trữ ngày 25 tháng 3 năm 2019. Truy cập ngày 26 tháng 1 năm 2019.
12. ↑  Squid, Mike (ngày 19 tháng 12 năm 2018). "Blueface And Cole Bennett Connect for Bloody New Visuals - Elevator Mag". Elevator Mag.
13. ↑  "Blueface Scores First Billboard Hot 100 Entry With 'Thotiana'". Billboard. Truy cập ngày 26 tháng 1 năm 2019.
14. ↑  "Blueface Is Joined by YG for Cole Bennett-Directed "Thotiana (Remix)" Video". Hypebeast. Truy cập ngày 26 tháng 1 năm 2019.
15. ↑  "Blueface Drops Music Video for New Track "Stop Cappin"". Complex (bằng tiếng Anh). Truy cập ngày 1 tháng 5 năm 2019.
16. ↑  "Blueface Drops 'Dirt Bag' EP f/ Offset, Rich the Kid, and More". Complex. Truy cập ngày 15 tháng 3 năm 2020.
17. ↑  "Blueface Releases 'Dirt Bag' EP Featuring Offset, The Game & Lil Pump: Listen". Billboard. Truy cập ngày 15 tháng 3 năm 2020.
18. ↑  "Blueface Chart History". Billboard. Truy cập ngày 15 tháng 3 năm 2020.
19. ↑  Wallace, Riley. "Review: Blueface's "Dirt Bag" Is High On Energy & Low On Surprises". HipHopDX. Truy cập ngày 15 tháng 3 năm 2020.
20. ↑  "Blueface: Dirtbag Reviews". Album of the year. Truy cập ngày 15 tháng 3 năm 2020.
21. ↑  Thomas, Fred. "Dirt Bag - Blueface". AllMusic. Truy cập ngày 15 tháng 3 năm 2020.
22. ↑  "Dirt Bag by Blueface". Rate Your Music. Truy cập ngày 15 tháng 3 năm 2020.
23. ↑  DeMicia, Inman (ngày 11 tháng 10 năm 2019). "Blueface Shares Tracklist For Upcoming Album "Find The Beat"". Def Pen. Truy cập ngày 8 tháng 11 năm 2019.
24. ↑  Espinoza, Joshua. "Blueface Releases 'Find the Beat' Album f/ DaBaby, Gunna, and More". Complex. Truy cập ngày 15 tháng 3 năm 2020.
25. ↑  S., Lynn. "Lil Uzi Vert Gives Blueface's "Find The Beat" Seal of Approval". HotNewHipHop. Truy cập ngày 15 tháng 3 năm 2020.
26. ↑  Marie, Erika. "Blueface Shares Debut Album "Find The Beat" Ft. DaBaby, Lil Baby, Gunna & More". HotNewHipHop. Truy cập ngày 15 tháng 3 năm 2020.
27. ↑  "Meet Blueface, A Drake-Approved LA Rapper Who he is a off beat rapper'". Uproxx. ngày 5 tháng 12 năm 2018.
28. ↑  Fitzgerald, Kiana. "Everything You Need to Know About Blueface". Complex. Truy cập ngày 28 tháng 3 năm 2019.
29. ↑  Caramanica, Jon (ngày 14 tháng 3 năm 2019). "Meet Blueface, the Self-Aware Rapper Who Knows He's More Than a Meme". The New York Times. ISSN 0362-4331. Truy cập ngày 4 tháng 7 năm 2019.
30. ↑  "Blueface, Baby". The Fader. Truy cập ngày 4 tháng 7 năm 2019.
31. ↑  Scott, Katie (ngày 27 tháng 12 năm 2019). "Rapper Blueface faces backlash after throwing money to people in Los Angeles' Skid Row". Global News Canada. Bản gốc lưu trữ ngày 10 tháng 2 năm 2021. Truy cập ngày 8 tháng 9 năm 2020.
32. ↑  Reyes-Velatde, Alejandra (ngày 24 tháng 12 năm 2019). "Video of rapper Blueface tossing wads of cash onto skid row sparks criticism amid L.A.'s homeless crisis". LA Times. Bản gốc lưu trữ ngày 22 tháng 4 năm 2020. Truy cập ngày 8 tháng 9 năm 2020.
33. ↑  "Blueface Chart History: Billboard 200". Billboard. Truy cập ngày 24 tháng 3 năm 2020.
34. ↑  "Blueface Chart History: Top R&B/Hip-Hop Albums". Billboard. Truy cập ngày 9 tháng 4 năm 2020.
35. ↑  "Blueface Chart History: Rap Albums". Billboard. Truy cập ngày 9 tháng 4 năm 2020.
36. ↑  "Blueface Chart History: Canadian Albums".